# Пешевина
Пешевина (на сръбски: Пешевина) е село в Босна и Херцеговина, разположено в община Власеница, в ентитета на Република Сръбска. Населението му според преброяването през 2013 г. е 46 души, от тях: 38 (82,60 %) сърби и 8 (17,39 %) бошняци.

## Население
Численост на населението според преброяванията през годините:
- 1961 – 229 души
- 1971 – 204 души
- 1981 – 214 души
- 1991 – 224 души
- 2013 – 46 души